# Kleinnondorf (Gemeinde Grafenschlag)
Kleinnondorf ist eine Ortschaft und eine Katastralgemeinde der Gemeinde Grafenschlag im Bezirk Zwettl in Niederösterreich. Der Ort liegt auf etwa 780 Metern Seehöhe westlich von Grafenschlag im Quellgebiet des Roitenbachs am Ostabfall des Guttenberges (855 Meter) und stellt sich der Siedlungsform nach als Straßendorf dar. Zur Ortschaft zählen auch die Einzellagen Dachlhof, Gaisruck, Oedhof, Sattelhof und Teichthof.

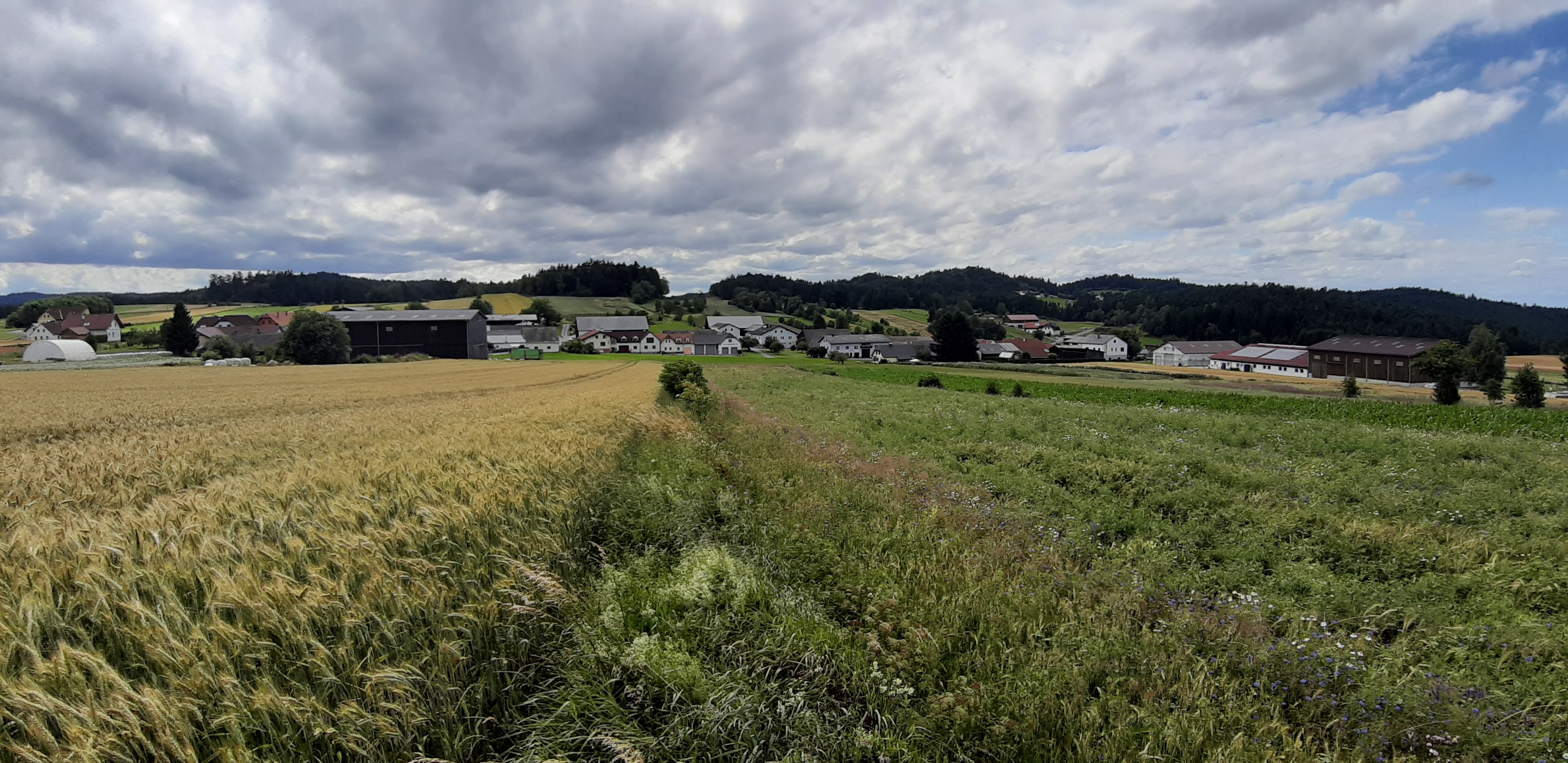
Blick auf den Ort von Osten her

## Geschichte
Der Ort wurde 1380 zum ersten Mal schriftlich als „Chlainn Newndorf“ erwähnt, der Name bedeutet „neues Dorf“. Er gehörte ursprünglich zur Herrschaft Guttenberg, kam dann zur Herrschaft Weitra und schließlich zur Herrschaft Rappottenstein.
Im Jahr 1822 wurde der Ort als Dorf mit neunzehn Häusern genannt, das nach Grafenschlag eingepfarrt war, wohin auch die Kinder eingeschult wurden. Die Herrschaft Ottenschlag besaß die Ortsobrigkeit, übte die Landgerichtsbarkeit aus, besorgte die Konskription und hatte die Grundherrschaft inne.
Nach der Entstehung der Ortsgemeinden 1849 der Ort eine selbstständige Gemeinde zu der noch die Katastralgemeinden Bromberg, Kleingöttfritz und Wielands zählten und wurde nach deren Auflösung mit 1. Jänner 1967 ein Teil der Großgemeinde Grafenschlag.
Laut Adressbuch von Österreich waren im Jahr 1938 in der Ortsgemeinde Kleinnondorf mehrere Landwirte mit Direktvertrieb ansässig.

## Siedlungsentwicklung
Zum Jahreswechsel 1979/1980 befanden sich in der Katastralgemeinde Kleinnondorf insgesamt 35 Bauflächen mit 19.027 m² und 20 Gärten auf 4.655 m², 1989/1990 gab es 43 Bauflächen. 1999/2000 war die Zahl der Bauflächen auf 100 angewachsen und 2009/2010 bestanden 52 Gebäude auf 95 Bauflächen.

## Bodennutzung
Die Katastralgemeinde ist landwirtschaftlich geprägt. 305 Hektar wurden zum Jahreswechsel 1979/1980 landwirtschaftlich genutzt und 198 Hektar waren forstwirtschaftlich geführte Waldflächen. 1999/2000 wurde auf 283 Hektar Landwirtschaft betrieben und 217 Hektar waren als forstwirtschaftlich genutzte Flächen ausgewiesen. Ende 2018 waren 272 Hektar als landwirtschaftliche Flächen genutzt und Forstwirtschaft wurde auf 219 Hektar betrieben. Die durchschnittliche Bodenklimazahl von Kleinnondorf beträgt 23,2 (Stand 2010).

## Sehenswürdigkeiten
- denkmalgeschützte Ortskapelle von 1859 bis 1861, wiedererrichtet nach Brand 1904